# 10. oktober
10. oktober er dag 283 i året i den gregorianske kalender (dag 284 i skudår). Der er 82 dage tilbage af året.
Gereons dag. Ifølge legenden en kristen officer, der anførte 10.000 riddere, han døde omkring år 300.

### Begivenheder
Født - Dødsfald
- 1471 - Slaget ved Brunkebjerg i Stockholm udkæmpes mellem tilhængere af Kalmarunionen og separatister under ledelse af rigsforstander Sten Sture
- 1582 - Grundet implementeringen af den Gregorianske kalender ekstisterer denne dag i dette år ikke i Italien, Polen, Portugal og Spanien.
- 1780 - En stor orkan dræber 20.000-30.000 i Caribien.
- 1846 - William Lassell opdager Neptun-månen Triton.
- 1865 - John Wesley Hyatt får patent på billardkuglen. Han vinder 10.000 dollars og er den første, der finder en afløser for elfenbenskuglerne, der hidtil havde været anvendt.
- 1877 - Oberstløjtnant George Armstrong Custer får en militær begravelse.
- 1899 - Den anden boerkrig i Sydafrika bryder ud.
- 1911 - En mislykket rishøst i Kina medfører ungkinesernes kup, som fører til en opløsning af Qing-dynastiet og i sidste ende oprettelsen af Republikken Kina.
- 1933 - Et fly fra United Airlines på vej mellem Cleveland og Chicago ødelægges af sabotage, hvilket er første kendte tilfælde af flysabotage i historien.
- 1938 - Ifølge Münchenaftalen bliver Sudetenland overdraget til Tyskland.
- 1956 - Preben Uglebjerg og Peter Plejls Rockorkester indspiller en af de første danske rock-indspilninger: Rock'n'roll.
- 1960 - 6.000 bliver dræbt, da en cyklon rammer Pakistan.
- 1963 - Den begrænsede prøvesprængningstraktat træder i kraft. Traktaten forbyder atomprøvesprængninger i atmosfæren, men ignoreres af bl.a. Kina og Frankrig.[1]
- 1964 - Sommer-OL 1964 i Tokyo, Japan, åbnes.
- 1967 - Ydre rum-traktaten, underskrevet af mere end 60 nationer d. 27. januar, træder i kraft.
- 1970 - Fiji opnår uafhængighed.
- 1971 - Danmarks fodboldlandshold vinder i Idrætsparken 2-1 over Rumænien.
- 1971 - London Bridge bliver genåbnet i Lake Havasu City i Arizona, USA, efter at firmaet McCulloch Oil Corporation i Los Angeles havde købt broen i marts 1968 for 1 million £. Det er den største antikvitet, der nogensinde er solgt.
- 1973 - Spiro Agnew, vicepræsident i USA, trækker sig tilbage på grund af anklager om skattesvig og misbrug af politiske kampagnemidler, og erstattes af Gerald Ford.
- 1976 - Den 98-årige græker Dimitrion Yordanis fuldfører Athen Marathon i tiden 7 timer og 33 minutter. Han er den ældste marathonløber nogensinde.
- 1979 - Pac-Man arkadespillet bliver introduceret på det japanske marked af Namco.
- 1981 - Et jordskælv på 7,5 på Richterskalaen i el-Asnam, Algeriet, koster cirka 2.500 mennesker livet, og lægger 80 procent af byen i ruiner.
- 1985 - Et amerikansk F-14-jagerfly tvinger et egyptisk fly med kaprerne af Achille Lauro om bord til at lande på en NATO-base på Sicilien, hvor kaprerne bliver anholdt.
- 1986 - USA's præsident Ronald Reagan og Sovjetunionens leder Mikhail Gorbatjov mødes til topmøde i Reykjavik, Island.
- 1986   - Chefen for det vesttyske udenrigsministeriums politiske afdeling bliver skudt ned og dræbt uden for sit hjem i Bonn. Rote Armee Fraktion tog ansvaret for mordet.
- 1987 - Fiji udråbes til republik.
- 1987 - Radio Køge går i luften for første gang.
- 1990 - I Idrætsparken vinder Danmarks fodboldlandshold 4-1 over Færøerne i en EM kvalifikationskamp. De danske mål blev scoret af Michael Laudrup (2), Lars Elstrup og Flemming Povlsen.
- 1995 - Papua Ny Guinea bliver medlem af FN.
- 1999 - I Parken i København spiller Danmarks fodboldlandshold 0-0 mod Iran i en venskabskamp.
- 2009 - Danmark vinder VM-kvalifikationskampen 1-0 mod Sverige i Parken i København og kvalificerer sig til VM i Sydafrika 2010.

### Født
- 1656 - Thøger Reenberg, dansk digter (død 1742).
- 1813 - Giuseppe Verdi, italiensk komponist (død 1901).
- 1834 - Alexis Kivi, finsk forfatter (død 1872).
- 1861 - Fridtjof Nansen, norsk opdagelsesrejsende og modtager af Nobels fredspris (død 1930).
- 1870 - Ivan Bunin, russisk forfatter og modtager af Nobelprisen i litteratur (død 1953).
- 1901 - Alberto Giacometti, schweizisk skulptør (død 1966).
- 1906 - Leo Mathisen, dansk komponist og jazzpianist (død 1969).
- 1909 - Robert F. Boyle, amerikansk filminstruktør (død 2010).
- 1913 - Claude Simon, fransk forfatter, modtager af Nobelprisen i litteratur (død 2005).
- 1917 - Thelonious Monk, amerikansk jazzpianist (død 1982).
- 1918 - Ole Juul, dansk forfatter og journalist (død 2009).
- 1924 - James Clavell, australsk forfatter (død 1994).
- 1924   - Ed Wood, amerikansk filminstruktør (død 1978).
- 1925 - Trygve Goa, norsk kunstner (død 2013).
- 1926 - Ole Aaby, dansk journalist fra Radioavisen (død 2014).
- 1930 - Harold Pinter, britisk dramatiker og modtager af Nobelprisen i litteratur (død 2008).
- 1933 - Birgit Sadolin, dansk skuespiller.
- 1936 - Gerhard Ertl, tysk fysiker og nobelprismodtager i kemi.
- 1941 - Tom Høyem, dansk politiker, tidligere minister.
- 1945 - Jytte Wittrock, dansk politiker.
- 1946 - Naoto Kan, japansk politiker.
- 1950 - Midge Ure, skotsk sanger.
- 1955 - David Lee Roth, amerikansk sanger i Van Halen.
- 1958 - Tanya Tucker, amerikansk sanger.
- 1961 - Henrik Jørgensen, dansk langdistanceløber.
- 1967 - Gavin Newsom, guvernør i Californien, USA
- 1963 - Bjørn Kristensen, dansk fodboldspiller, salgs- og marketingsdirektør.
- 1990 - Fanendo Adi, nigeriansk fodboldspiller.

### Dødsfald
- 1659 - Abel Tasman, hollandsk opdagelsesrejsende (født 1603).
- 1796 - Juliane Marie af Braunschweig-Wolfenbüttel, dansk dronning (født 1729).
- 1837 - Charles Fourier, fransk filosof (født 1772).
- 1946 - Eyvind Johan-Svendsen, dansk skuespiller (født 1896).
- 1963 - Édith Piaf, fransk sangerinde (født 1915).
- 1982 - Orla Bundgård Povlsen, dansk digter og journalist (født 1918).
- 1982   - Leonid Bresjnev, russisk politiker og præsident (født 1906).
- 1985 - Orson Welles, amerikansk skuespiller og filminstruktør (født 1915).
- 1985   - Yul Brynner, russiskfødt amerikanske skuespiller (født 1915).
- 2000 - Sirimavo Bandaranaike, srilankansk politiker og verdens første kvindelige premierminister (født 1916).
- 2004 - Christopher Reeve, amerikansk skuespiller (født 1952).
- 2005 - Milton Obote, ugandisk præsident (født 1925).
- 2005   - Lilly Helveg Petersen, dansk politiker (født 1911).
- 2009 - Stephen Gately, irsk sanger (født 1976).
- 2010 - Joan Sutherland, australsk operasangerinde (født 1926).
- 2014 - Finn Lied, norsk politiker (født 1916).
- 2024 - Kim Ziegler, dansk fodboldspiller (født 1958).

|  | Denne datoartikel kan blive bedre, hvis der indsættes et (bedre) billede Du kan hjælpe ved at afsøge Wikimedia Commons for et passende billede eller uploade et godt billede til Wikimedia Commons iht. de tilladte licenser og indsætte det i artiklen. |

1. ↑  Atomvåben og klimapolitik, jp.dk